# Mitromorpha carpenteri
Mitromorpha carpenteri is een slakkensoort uit de familie van de Mitromorphidae. De wetenschappelijke naam van de soort is voor het eerst geldig gepubliceerd in 1954 door Glibert.